# Ascalapha
Ascalapha es un género monotípico de lepidópteros perteneciente a la familia Noctuidae. Su única especie: Ascalapha odorata (Linnaeus, 1758), es originaria de América.
Se considera un presagio de muerte en el Caribe y el folclore mexicano. En español es conocida como "mariposa de la muerte" (México y Costa Rica), o "pirpinto de la yeta" (Argentina).
Es un lepidóptero muy grande con una envergadura de hasta 16 cm. La mariposa es nativa de América del Sur y Centroamérica, pero ha ampliado su zona situada al sur de los Estados Unidos.
La oruga se alimenta de frutos maduros de la selva tropical, especialmente de las plantas de los géneros Acacia, Cassia y Piptadenia.

## Galería

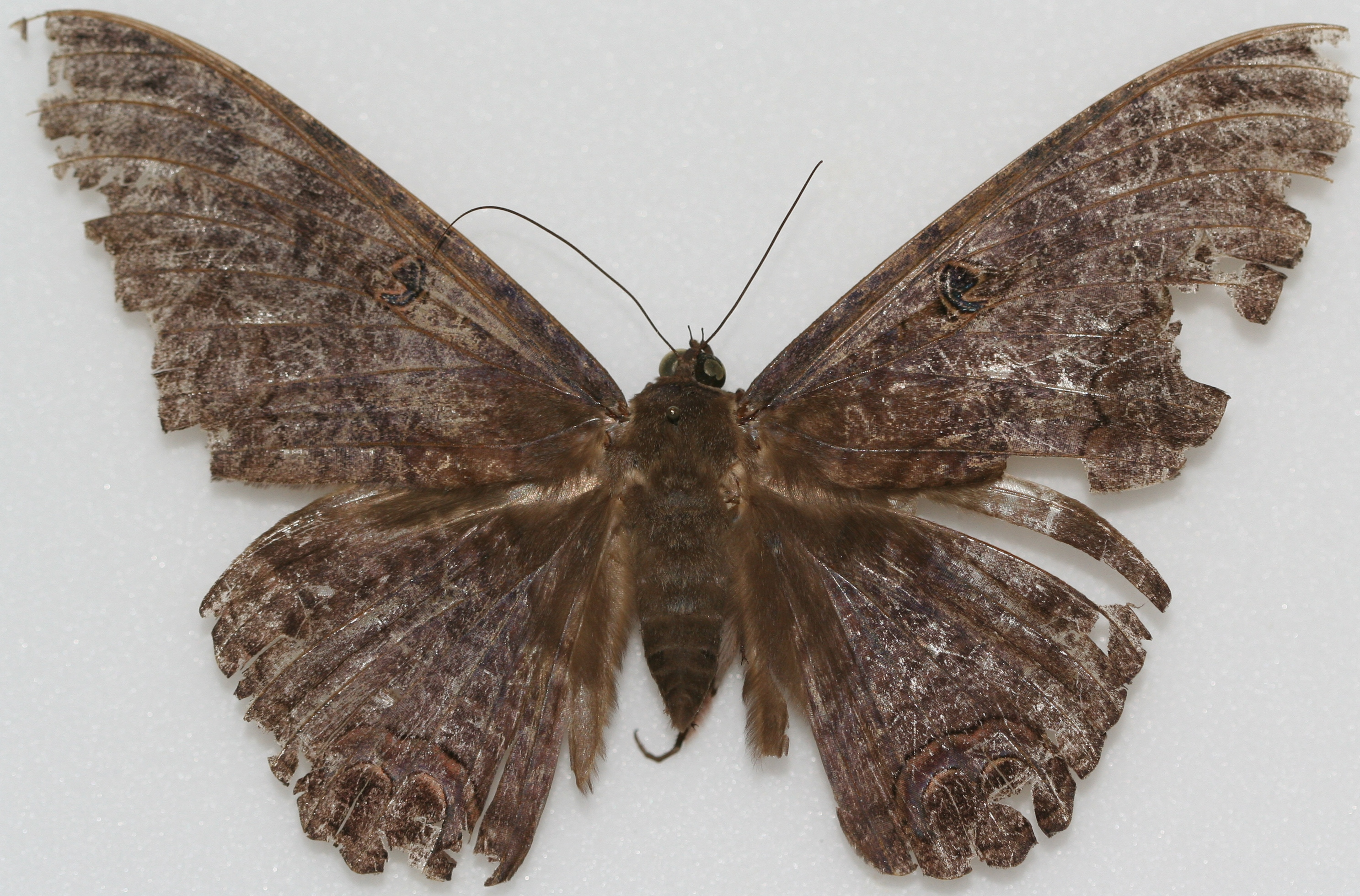
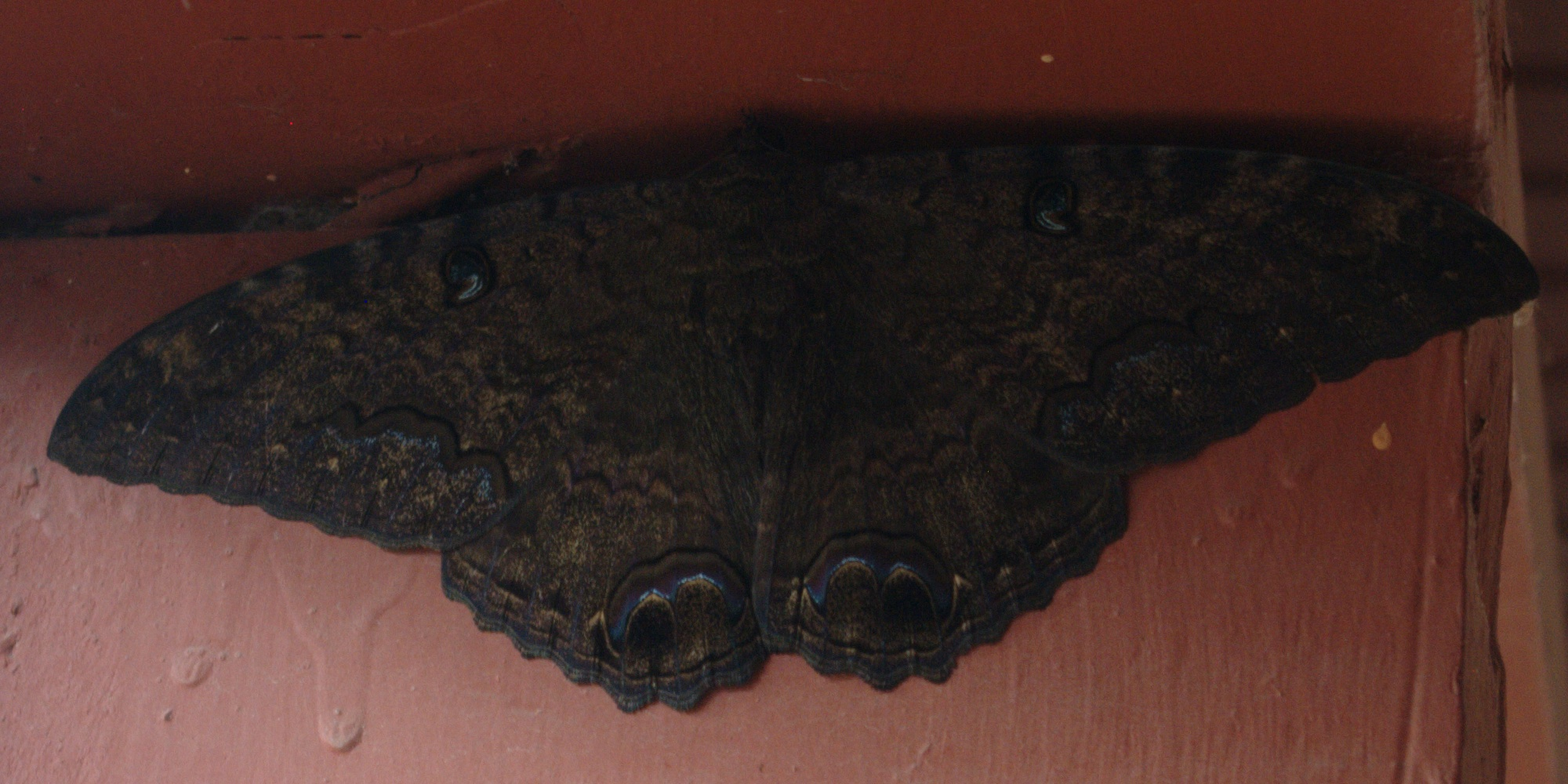
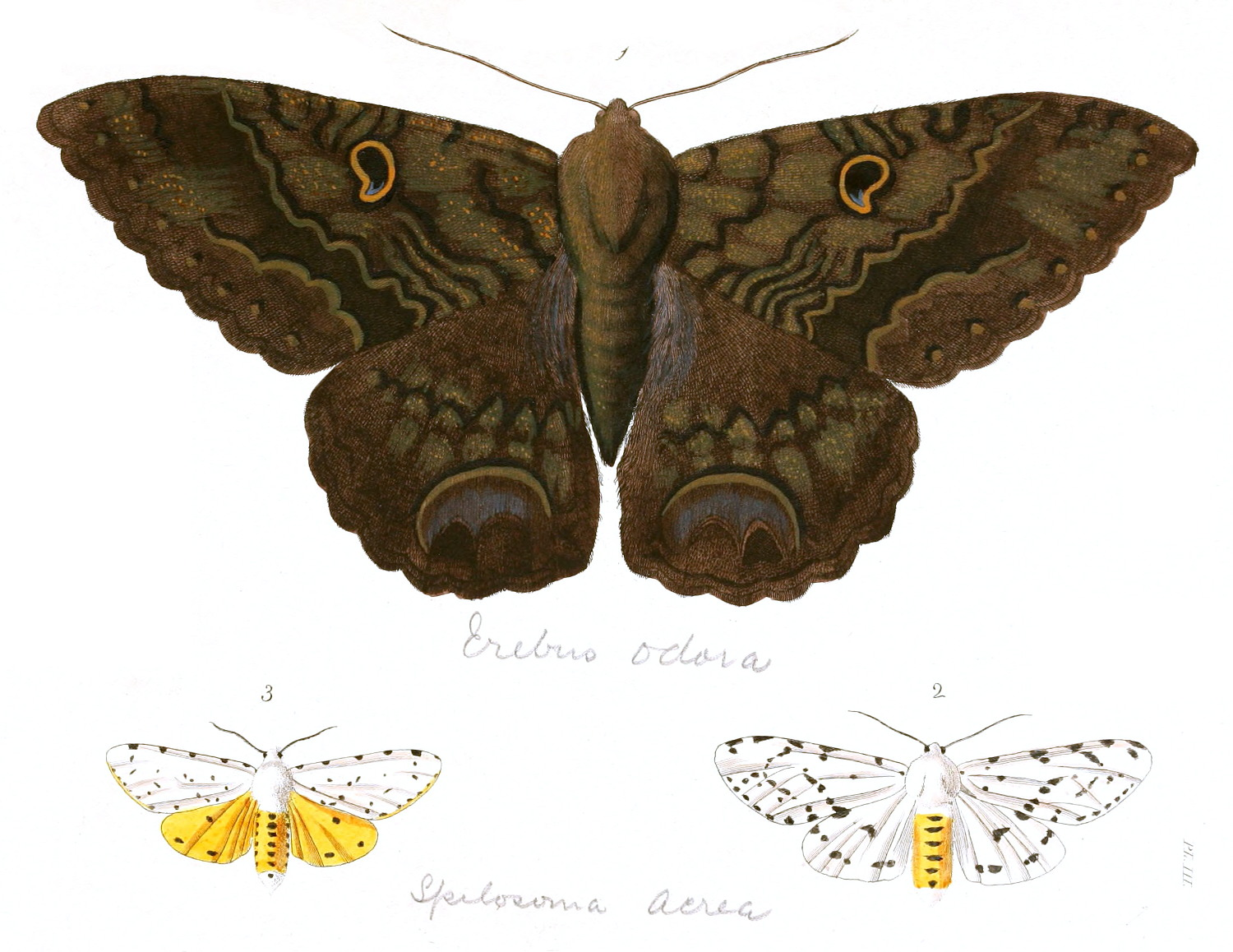